# Cloche GFM

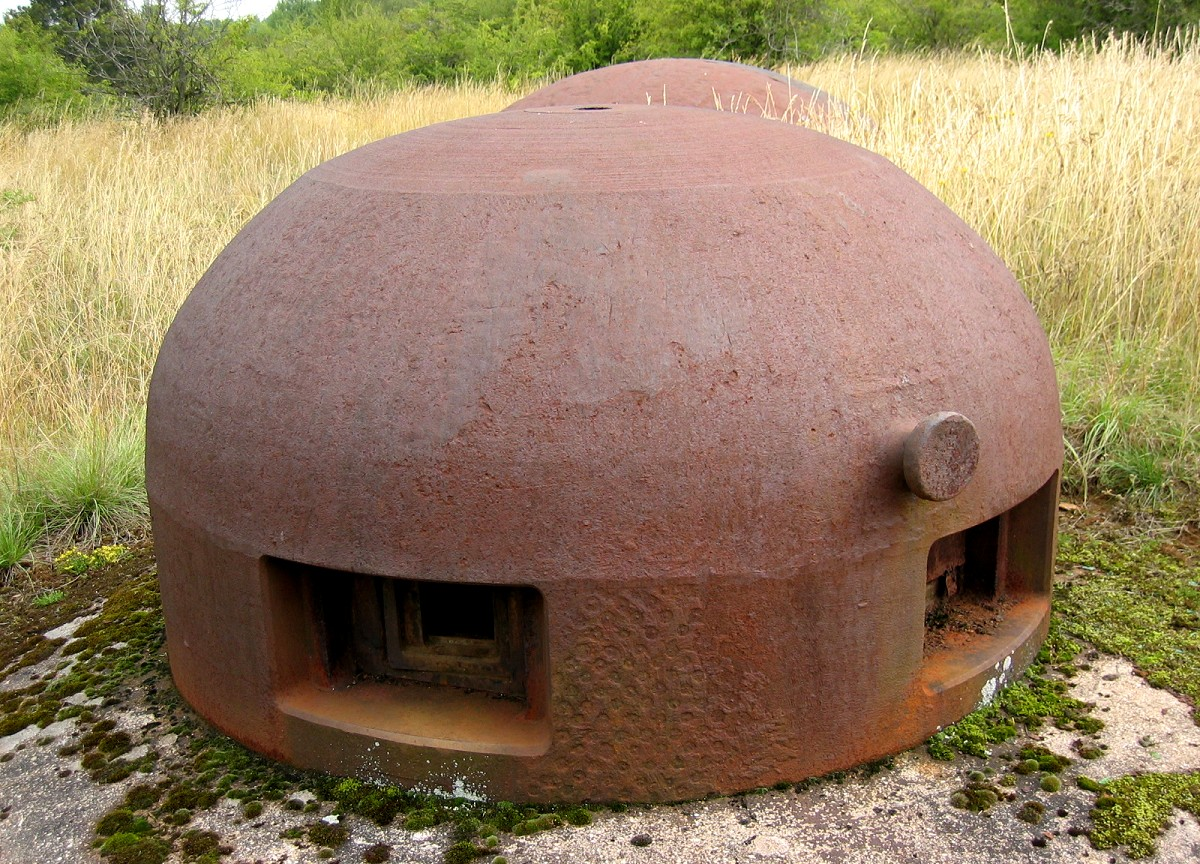
Cloche GFM type A du bloc 8 de l'ouvrage de Molvange.

Une cloche guetteur et fusil-mitrailleur (cloche GFM) est un équipement installé sur les fortifications françaises des années 1930 (qu'on surnomme la ligne Maginot).
Ce type de cuirassement était initialement conçu uniquement pour la surveillance et la défense rapprochée des blocs et casemates, mais il fut aussi utilisé comme observatoire secondaire d'artillerie et, en raison des restrictions budgétaires, remplaça également des tourelles.
Il existe deux modèles de cloche GFM. Pendant les combats, toutes les cloches se sont révélées très résistantes aux plus forts bombardements mais le modèle A était très vulnérable aux projectiles des canons à tir tendu et à vitesse à la bouche élevée tel que le canon de 88 mm allemand.
Enfin, la plupart des auteurs s'accordent pour reconnaître que cette cloche a été trop souvent utilisée pour des missions ou à des emplacements auxquels elle n'était pas initialement destinée.

## Historique du choix
Le choix de la cloche comme instrument de défense rapprochée des blocs d'ouvrages s'est imposé assez rapidement mais il n'a pas été sans critique. Beaucoup reprochaient en effet à la cloche GFM, comme à toutes les cloches d'ailleurs, d'être trop visible dans le paysage et donc d'être très vulnérable aux coups. D'autres estimaient qu'un même homme ne pouvait guetter et tirer à la fois, d'autres rappelaient enfin que, pendant la guerre de 1914-1918, la cloche s'était révélée pratiquement inhabitable pendant les bombardements avec des obus de gros calibre ; les servants étaient en effet commotionnés, parfois mortellement, par l'onde de choc. À la 30e réunion de la CORF, le général Belhague déclara d'ailleurs « qu’un guetteur qui tire ne guette pas » et, à la 40e, on estima que la présence de cinq créneaux diminuait la solidité de la cloche et qu'il fallait revenir à trois créneaux seulement.
En tenant compte de ces critiques la cloche fut toutefois maintenue comme moyen de défense rapprochée, et les spécifications techniques transmises au constructeur aboutirent à la réalisation d'une cloche appelée « cloche GFM type A (modèle 1929) ».
Cette première cloche étant unanimement considérée comme beaucoup trop fragile au niveau de ses créneaux, une autre cloche, dite « cloche GFM type B (modèle 1934) » fut ensuite produite et certaines du type A furent modifiées, à la fois pour les améliorer mais aussi pour les adapter à de nouvelles missions.

## Cloche GFM type A (modèle 1929)
La cloche GFM modèle 1929 (type A) est un ensemble monolithique ayant la forme d'un cylindre de 1,20 mètre de diamètre surmonté d'une calotte hémisphérique. Elle est percée de trois à cinq créneaux dont il existe plusieurs types différents afin de permettre une adaptation aux angles de tir et de vision de chaque site. Chaque créneau est renforcé par un cadre fixe boulonné dans lequel vient s'insérer un cadre mobile tournant selon un axe vertical. Ce cadre mobile, commun à tous les créneaux, reçoit enfin la rotule, tournant dans l'axe horizontal, qui est spécifique à chaque équipement : FM, épiscope (très petite vitre blindée de vision directe), mortier ou jumelles.
Par la suite cependant, certaines cloches ayant été utilisées comme poste d'observation lointaine pour l'artillerie et les épiscopes de créneaux ayant été estimés trop fragiles, elles furent dotées d'un périscope, après forage de la calotte.
Pour accéder au niveau des créneaux, le guetteur se plaçait sur un plancher mobile monté sur un système à crémaillère. Un tuyau était installé au centre de la cloche pour l'évacuation des étuis à cartouches qui tombaient dans un seau enfermé dans un caisson étanche. Après ventilation du caisson, on sortait le seau contenant les étuis.

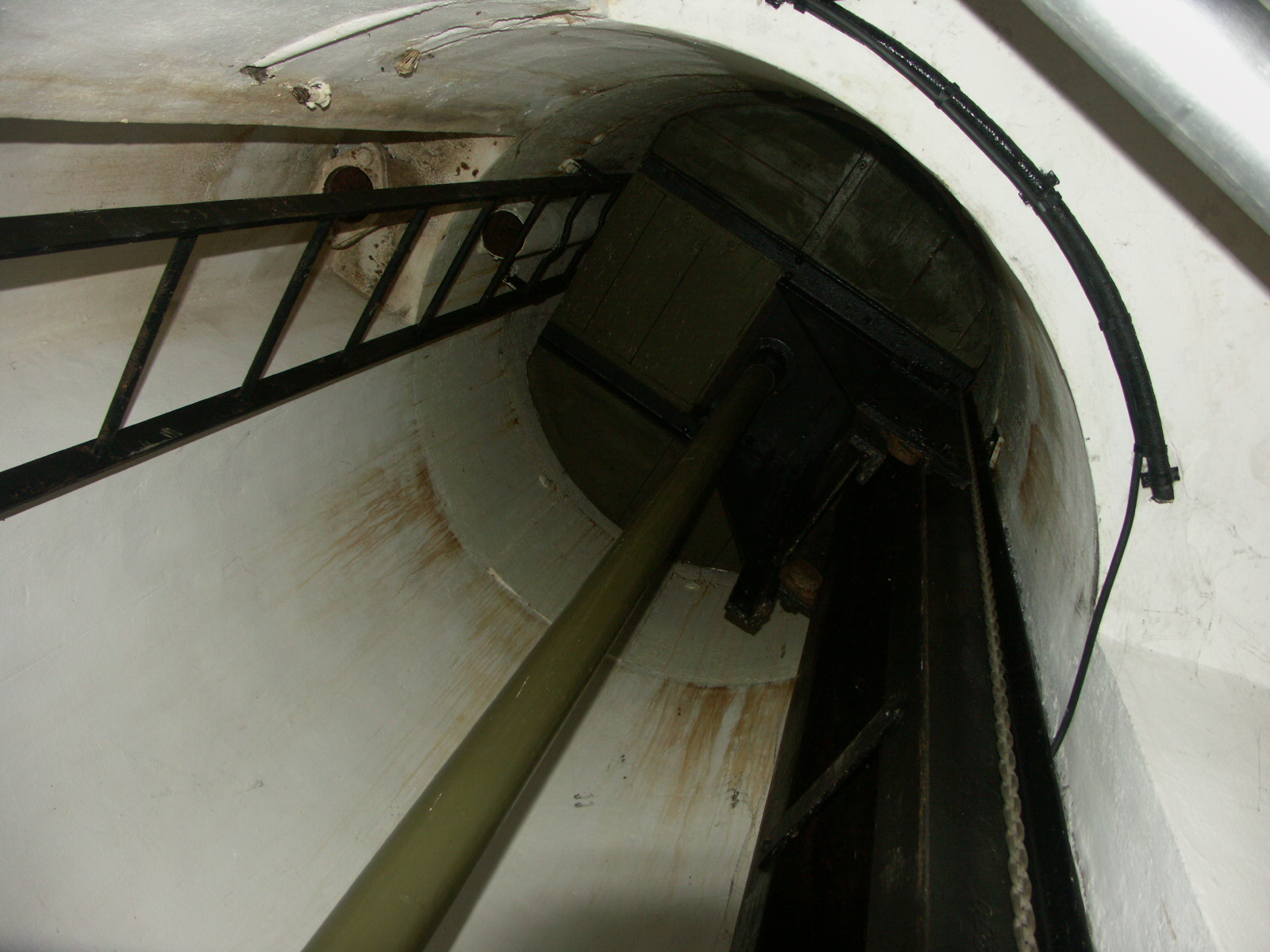
Intérieur d'une cloche GFM (abri de Hatten).

Il existe quatre modèles type A, pour chacun des niveaux de protection des ouvrages de la ligne :
- Petit modèle :
  - Épaisseur cuirasse : 20 cm
  - Poids : 10,5 tonnes
  - Hauteur : 1,70 m.
  - Niveau de protection : 1
- Petit modèle allongé :
  - Poids : 17 tonnes
  - Hauteur : 2,70 m.
  - Niveau de protection : 2

- Grand modèle :
  - Poids : 26 tonnes
  - Hauteur : 2,70 m.
  - Niveau de protection : 3
- Grand modèle en deux parties :
  - Poids : ?
  - Hauteur : 3,17 m (en deux parties).
  - Niveau de protection : 4

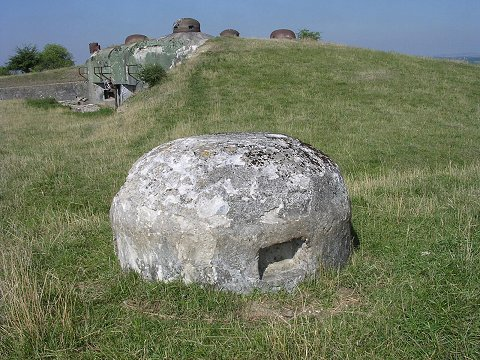
Fausse cloche en béton.

Nombre de cloches installées en 1940 : 1 009.

## Cloche GFM type B (modèle 1934)

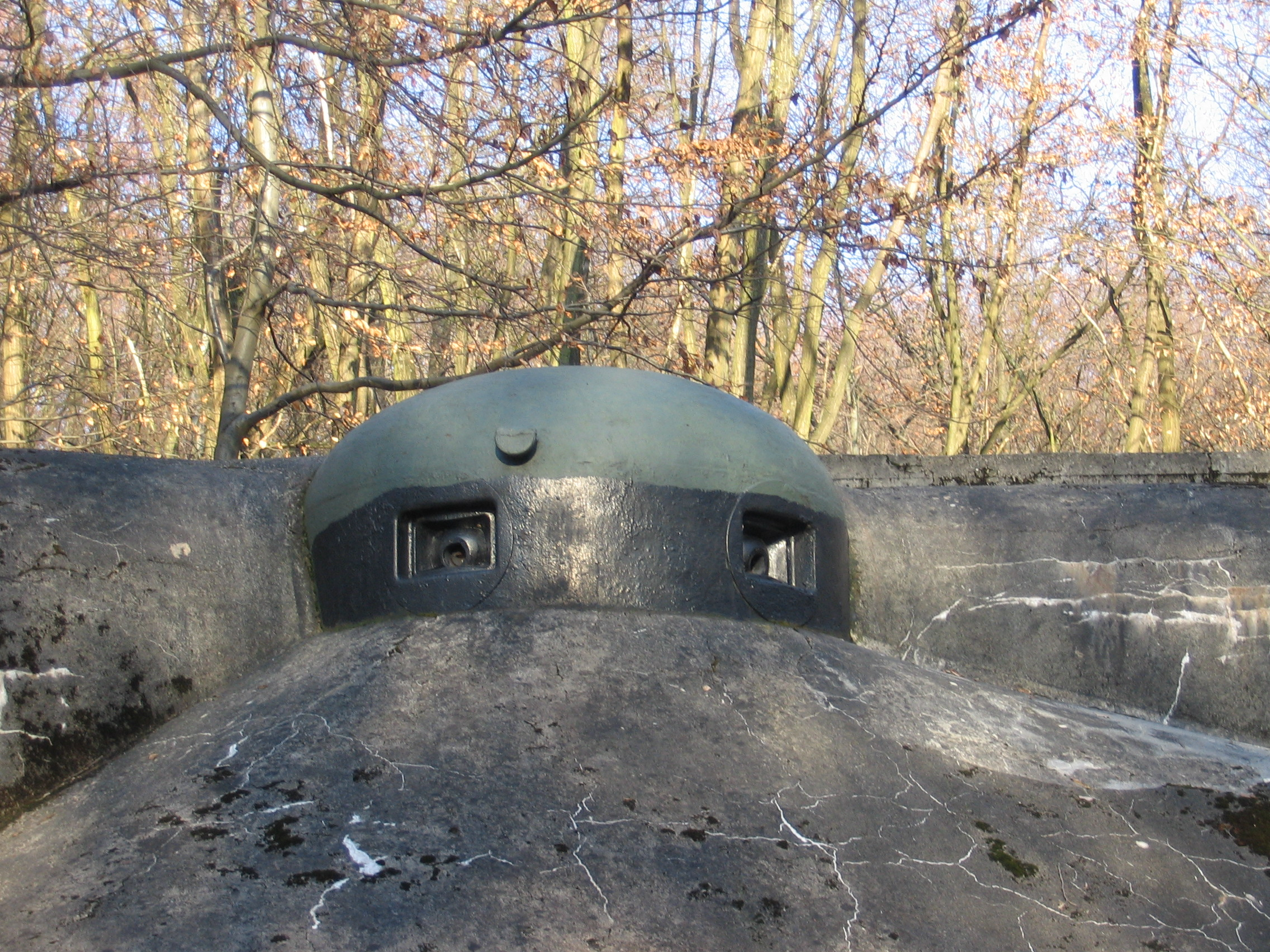
Cloche GFM type B (ouvrage de Schœnenbourg).

Similaire à la précédente, la cloche GFM type B (modèle 1934) était cependant un peu plus large (1,30 m), plus épaisse et doublée intérieurement d'une tôle en acier pour protéger contre les esquilles mais, surtout, ses créneaux étaient surtout beaucoup plus robustes que ceux du type A. 

Les créneaux n'étaient pas en effet pré-formés lors de la coulée de la cloche mais ils étaient percés ensuite sur place. De plus, le cadre fixe boulonné sur l'embrasure avait été remplacé par un bloc conique en acier qui s'encastrait dans le créneau et le bloc de support articulé sur deux axes remplacé par une rotule sphérique qui recevait l'équipement.
Cet équipement se limitait d'ailleurs en 1940 au FM et à un diascope beaucoup plus robuste que l'épiscope équipant les cloches de type A. En effet, le support de mortier de 50 mm n'avait pas encore été fabriqué et les nouvelles lunettes de vision n'étaient pas non plus sorties.

Enfin, certaines cloches destinées à l'observation lointaine furent percées au-dessus, comme celles du type A, pour recevoir un périscope.
Les différents modèles :
- Petit modèle :
  - Épaisseur cuirasse : 25 cm
  - Poids : 17 tonnes
  - Hauteur : 2,17 m
  - Niveau de protection : 2
- Grand modèle :
  - Poids : 27 tonnes
  - Hauteur : 2,55 m.
  - Niveau de protection : 3

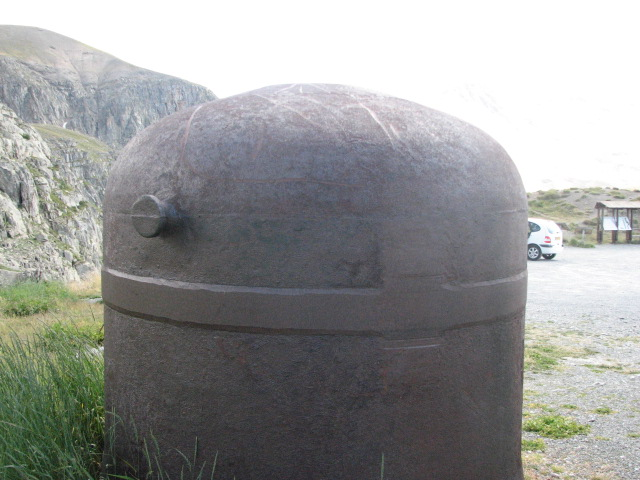
Cloche non percée (fortin du Restefond).

Nombre de cloches installées en 1940 : 109.

## Cloche GFM type A transformée B

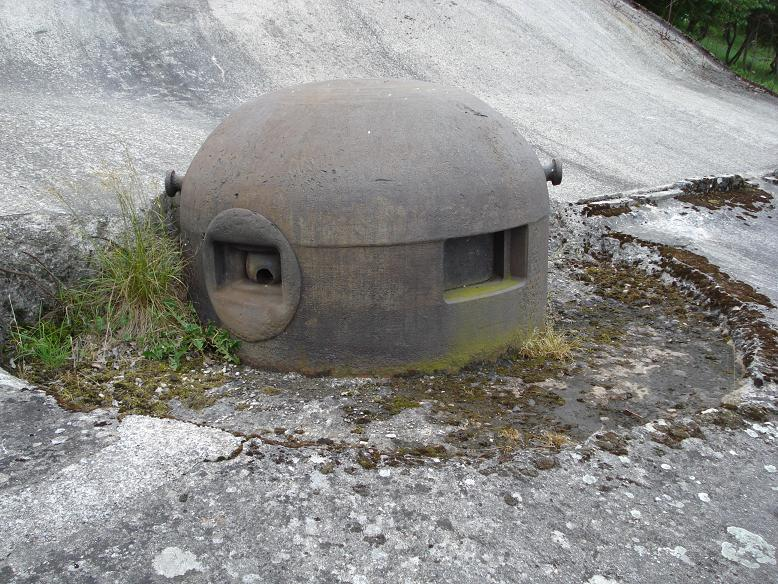
Cloche GFM de type A partiellement transformée en type B à l'ouvrage de l'Einseling.

La fragilité des créneaux de type A étant connue, il fut donc décidé de les transformer en type B. La modification in situ étant délicate et donc longue, les travaux commencèrent par les cloches installés sur les ouvrages jugés les plus sensibles. En 1940, seules une trentaine de cloches A avaient été modifiées en type B.

## Nombre de cloches installées
En 1940, 1 118 cloches avaient été installées sur l'ensemble de la ligne dont 1 009 du type A (une trentaine modifiées en type B) et 109 du type B.

Ce chiffre dépassait très sensiblement celui prévu initialement car de nombreuses cloches furent finalement installées à des emplacements où, faute de crédit, on ne put pas mettre les tourelles éclipsables initialement prévues.
Il faut ajouter enfin les cloches factices en tôle légère, ou en béton, censées leurrer les guetteurs ennemis, que l'on voit sur certains ouvrages, comme à Rimplas par exemple.